# Erich Fromm
Erich Seligmann Fromm (Francoforte sul Meno, 23 marzo 1900 – Muralto, 18 marzo 1980) è stato uno psicologo, psicoanalista e filosofo tedesco.

## Biografia
Erich Fromm nacque a Francoforte sul Meno da una famiglia di religione ebraica molto osservante. Nel 1922 ottenne il dottorato in sociologia all'università di Heidelberg con una tesi dal titolo Sulla funzione sociologica della legge giudaica nella Diaspora. In seguito studiò psicologia all'Università di Monaco e al Berliner Psychoanalytisches Institut di Berlino, dove venne analizzato da Hanns Sachs e dove seguì le lezioni di alcuni dei più famosi esponenti del movimento freudiano tra i quali Theodor Reik. Nel 1926 incominciò a esercitare la professione presso il sanatorio psicoanalitico di Heidelberg di Frieda Fromm-Reichmann che sposò il 16 giugno 1926 e da cui divorziò nel 1931. Nel 1930 divenne membro del famoso Istituto di ricerche sociali di Francoforte al quale era legato il gruppo di studiosi che diede vita alla cosiddetta scuola di Francoforte e nello stesso anno pubblicò la sua prima tesi sulla funzione delle religioni su una rivista edita da Freud, chiamata Imago.
Iniziò la sua carriera come psicoanalista freudiano ortodosso a Berlino. Dopo la presa del potere in Germania da parte dei nazisti, Fromm si trasferì prima a Ginevra e il 25 maggio 1934 emigrò negli Stati Uniti dove compose quasi tutte le sue opere. Esattamente sei anni dopo, il 25 maggio 1940, diventò cittadino statunitense. Il 24 luglio 1944 sposò Henny Gurland, la quale nel 1948 si ammalò e morì  quattro anni dopo, il 4 giugno 1952. Dopo circa un anno e mezzo Fromm si sposò per la terza volta il 18 dicembre 1953 con Annis Glove Freeman.
Fromm insegnò in varie università degli Stati Uniti fra le quali la Columbia, la Yale e la New York University fino al 1950, quando si trasferì a Cuernavaca, in Messico. Nel 1955 fu chiamato a dirigere il dipartimento di psicoanalisi dell'Università Nazionale di Città del Messico. Con Karen Horney e Harry Stack Sullivan si distinse in questo periodo come uno dei principali esponenti di quell'indirizzo "culturalista" che riuniva i freudiani revisionisti, protesi a sottolineare l'influenza dei fattori sociali nella formazione della personalità umana.
Nel 1974 si trasferì in Svizzera, a Muralto, dove morì cinque giorni prima del suo ottantesimo compleanno, il 18 marzo 1980.

## La visione e l'attività politica

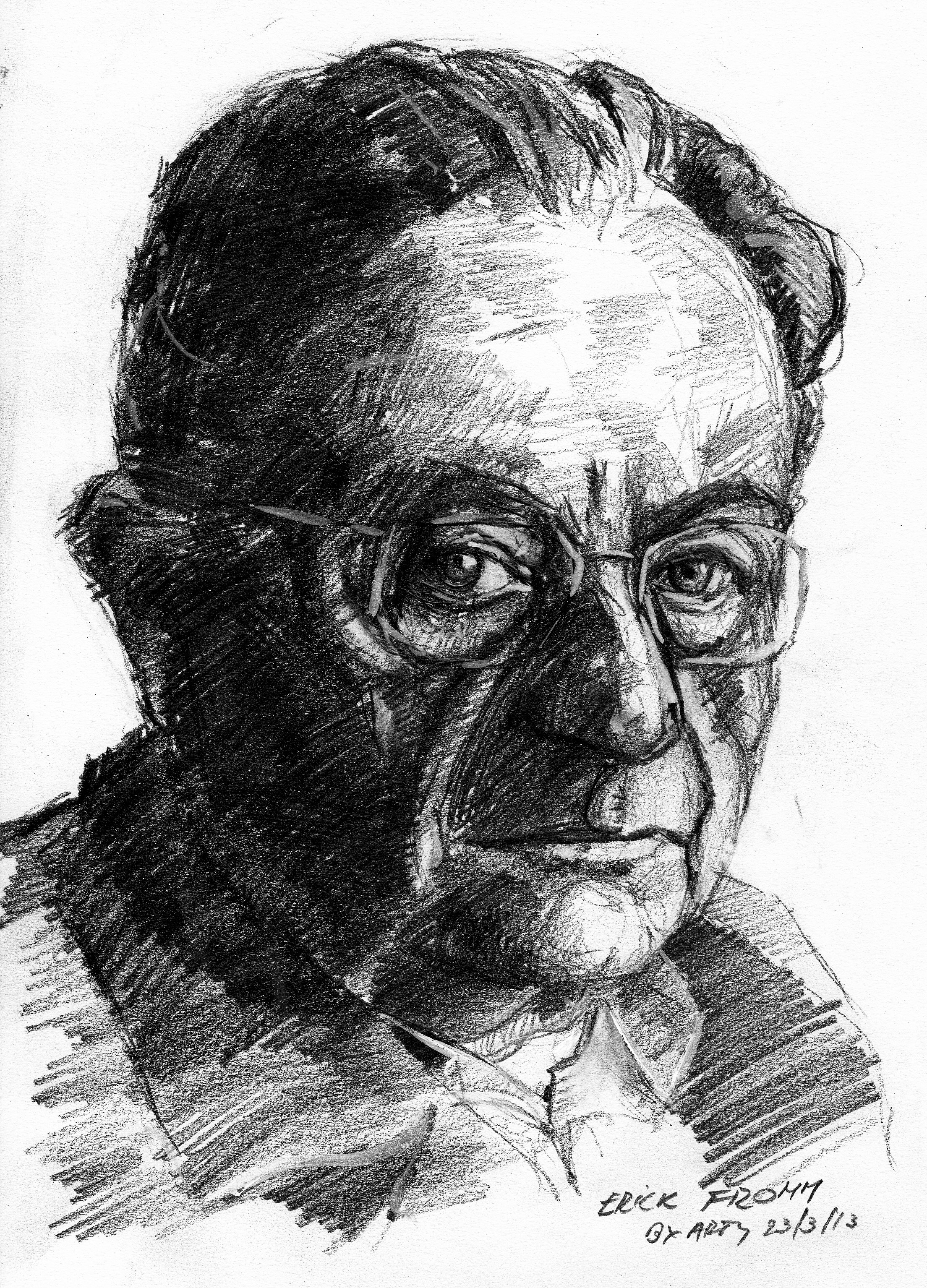
Ritratto di Erich Fromm

Il culmine della filosofia politica e sociale di Fromm si trova nel suo libro Psicoanalisi della società contemporanea, pubblicato nel 1955. In esso Fromm poneva argomenti a favore di un modello di socialismo democratico e libertario, di stampo fortemente umanista.
I pensatori che contribuirono maggiormente alla formazione del suo pensiero furono Marx e Bachofen e proprio partendo in primo luogo dai primi lavori di Karl Marx, egli poneva l'enfasi sull'ideale della libertà personale, mancante nei paesi del comunismo, giudicati essere come una dittatura feroce lontani dall'ideale di libertà. Egli vedeva all'opera, tanto in Occidente quanto nell'Europa Orientale, delle strutture sociali disumanizzanti dominate dagli apparati burocratici, con il risultato di un universale fenomeno sociale di alienazione.
Egli divenne quindi uno dei fondatori del movimento dell'Umanesimo Socialista, promuovendo la conoscenza dei primi lavori di Marx e del suo messaggio umanista presso il pubblico negli USA e in Europa occidentale. 
Fromm non fu mai attivo politicamente e non si iscrisse mai a un partito politico ma diede il suo contributo, in America, per contrastare il fenomeno del maccartismo di quegli anni. A questo periodo risale infatti (1961) l'articolo Potrà l'uomo prevalere? Un'indagine sui fatti e le finzioni della politica estera.
Uno dei maggiori interessi politici di Fromm era rivolto al movimento pacifista internazionale e nella lotta contro gli armamenti nucleari e il coinvolgimento statunitense nella guerra in Vietnam.
Nel 1968 diede il suo sostegno alla campagna per la nomina presidenziale dell'allora senatore democratico Eugene McCarthy. Nel 1974, pubblica un articolo dal titolo Commenti sulla politica di distensione, in occasione di un'audizione presso la Commissione Affari Internazionali del Senato statunitense.

## Gli studi di psicologia
A partire dal suo primo lavoro del 1941, Fuga dalla libertà, gli scritti di Fromm furono notevoli tanto per il loro commento sociale e politico quanto per i loro fondamenti filosofici e psicologici. Infatti, Fuga dalla libertà è considerata come una delle opere fondanti della psicologia politica. Il suo secondo lavoro importante, Dalla parte dell'uomo - indagine sulla psicologia della morale, pubblicato per la prima volta nel 1947, ha continuato e arricchito le idee di Fuga dalla libertà. Considerati insieme, questi libri hanno delineato la teoria del carattere umano di Fromm, che è stata una naturale eredità della teoria di Fromm della natura umana. Il libro più popolare di Fromm è stato L'arte di amare, un bestseller internazionale pubblicato per la prima volta nel 1956, che ha riassunto e completato i principi teorici della natura umana trovati in Fuga dalla libertà e Dalla parte dell'uomo, principi rivisitati in molte altre opere di Fromm.

### Personalità e processo di sviluppo

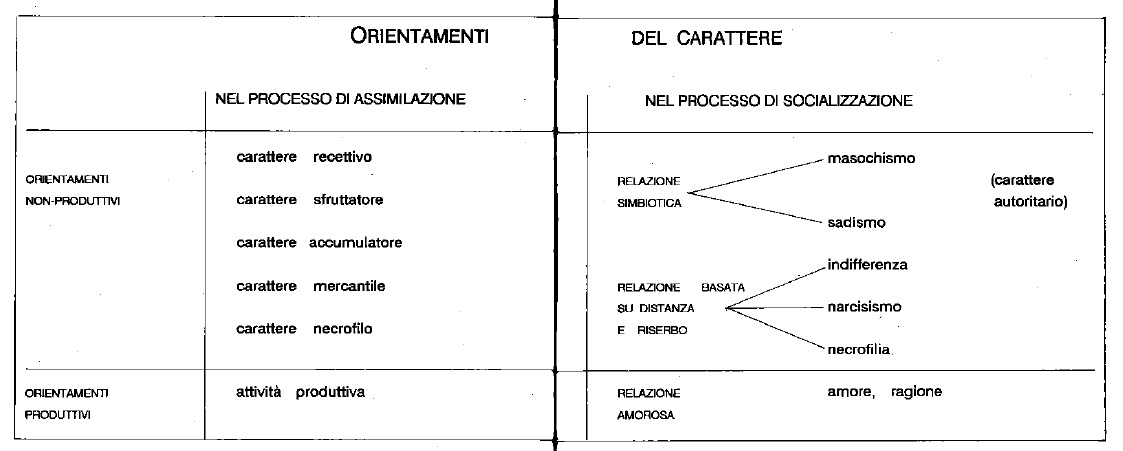
Orientamenti del carattere secondo Erich Fromm

Fromm distingue tra "istinti" e "pulsioni": i primi, di origine filogenetica, sono bisogni primari ancestralmente legati al mondo animale e creano comportamenti rigidi e fissati organicamente (bisogni fisiologici come sessualità, fame, sete, ecc.), le seconde, invece, sono frutto dell'evoluzione ontogenetica dell'uomo e riguardano principalmente la sfera del desiderio e dei bisogni secondari di tipo psichico e spirituale nonché la naturale tendenza ad aggregarsi per dare vita a delle comunità. Fromm identifica i seguenti otto bisogni psicologici basilari:
- relazione;
- trascendenza;
- radicamento;
- identità;
- orientamento;
- stimolo;
- unità;
- realizzazione.

Per Fromm, la personalità è l'insieme delle qualità psichiche ereditarie e acquisite dell'individuo che ne definiscono prima il temperamento, quindi il carattere attraverso un processo evolutivo di adattamento quale compromesso tra i bisogni interni e le richieste esterne. Il carattere dell'uomo è quindi inteso come il modo in cui l'individuo usa la propria energia psichica in funzione delle proprie esigenze individuali in un dato contesto sociale e ambientale.
Il processo di formazione ha due principali dimensioni:
- quella sociale;
- quella individuale.

L'uomo instaura poi relazioni positive con il mondo attraverso:
- l'assimilazione (acquisizione dell'ambiente);
- la socializzazione (tensione verso l'altro).

La socializzazione può essere tuttavia turbata dalla comparsa di almeno uno di quattro ben precisi atteggiamenti che Fromm identifica nel masochismo, nel sadismo, nella distruttività e nel conformismo.
Il rapporto con il mondo diviene produttivo mediante il giusto ed equilibrato connubio fra ragione e amore.
Fromm ha anche ripreso, in modo autonomo e originale nonché lungimirante, l'analisi delle categorie dell'avere e dell'essere nel suo best seller Avere o essere? (1976), vedendovi le due modalità fondamentali con cui si esplica l'esistenza di ogni essere umano. Per Fromm, mentre l'"avere" coincide con la dimensione dello sfrenato consumismo e del gretto possesso, proprio della società opulenta e capitalistica, l'"essere" invece coincide con quella libera e globale realizzazione di sé medesimi di cui hanno parlato i grandi maestri di vita come Buddha, Gesù, Meister Eckhart, Mahatma Gandhi, Karl Marx, Carl Gustav Jung.

## Opere
- Escape from freedom, New York, Farrar & Rinehart, 1941.

Fuga dalla libertà, Milano, Edizioni di Comunità, 1963.
- Man for himself. An inquiry into the psychology of ethics, New York, Rinehart, 1947.

Dalla parte dell'uomo. Indagine sulla psicologia della morale, Roma, Astrolabio, 1971.
- Psychoanalysis and religion, New Haven, Yale University Press, 1950.

Psicanalisi e religione, Milano, Edizioni di Comunità, 1961.
- The forgotten language. An introduction to the understanding of dreams, fairy tales, and myths, New York, Rinehart, 1951.

Il linguaggio dimenticato. Introduzione alla comprensione dei sogni, delle fiabe e dei miti, Milano, Bompiani, 1962.
- The sane society, New York, Rinehart, 1955.

Psicanalisi della società contemporanea, Milano, Edizioni di Comunità, 1960.
- The art of loving, New York, Harper & Row, 1956.

L'arte di amare, Milano, A. Mondadori, 1963.
- Sigmund Freud's mission. An analysis of his personality and influence, New York, Harper, 1959.

Il mondo di Sigmund Freud, Milano, Area, 1962.
La missione di Sigmund Freud. Analisi della sua personalita e della sua influenza, Roma, Newton Compton italiana, 1972.
- Zen Buddhism & psychoanalysis, con Daisetz Teitaro Suzuki e Richard De Martino, New York, Harper & Brothers, 1960.

Psicoanalisi e buddismo zen, con Daisetz Teitaro Suzuki e Richard De Martino, Roma, Astrolabio, 1968.
- Marx's concept of man, New York, Ungar, 1961.

L'uomo secondo Marx, in Alienazione e sociologia, Milano, F. Angeli, 1973.
- May man prevail? An inquiry into the facts and fictions of foreing policy, New York, A Doubleday Anchor Book, 1961.

Può l'uomo prevalere?, Milano, Bompiani, 1963.
- Beyond the chains of illusion. My encounter with Marx and Freud, New York, Simon and Schuster, 1962.

Marx e Freud, Milano, il Saggiatore, 1968.
- The Dogma of Christ and other essays on religion, psychology, and culture, New York, Holt, Rinehart and Winston, 1963.

Dogmi, gregari e rivoluzionari. Saggi sulla religione, la psicologia e la cultura, Milano, Edizioni di Comunità, 1972.
Il bisogno di credere. Saggi sulla religione, la psicologia e la cultura, Milano, Mondadori, 1997. ISBN 88-04-42139-8.
- The heart of man. Its genius for good and evil, New York, Harper & Row, 1964.

Il cuore dell'uomo. La sua disposizione al bene e al male, Roma, Carabba, 1965.
Psicoanalisi dell'amore. Necrofilia e biofilia nell'uomo, Roma, Newton Compton Italiana, 1971.
- Socialist humanism: an international symposium, Garden City, N.Y., Doubleday, 1965.

L'Umanesimo socialista, Bari, Dedalo, 1971.
- Dialogue with Erich Fromm, by Richard I. Evans, New York, N.Y., Praeger, 1966.

Personalità, libertà, amore. Intervista con R. I. Evans, Roma, Newton Compton, 1980.
- You shall be as gods. A radical interpretation of the Old Testament and its tradition, New York, Holt, Rinehart and Winston, 1966.

Voi sarete come Dei. Un'interpretazione radicale del Vecchio Testamento e della sua tradizione, Roma, Ubaldini, 1970.
- The revolution of hope. Toward a humanized technology, New York, Harper & Row, 1968.

La rivoluzione della speranza, Milano, Etas Kompass, 1969.
- The crisis of psychoanalysis, New York, Holt, Rinehart and Winston, 1970.

La crisi della psicoanalisi, Milano, Mondadori, 1971.
- Social character in a Mexican village. A socio-psychoanalytic study, con Michael Maccoby, Englewood Cliffs, N.J., Prentice-Hall, 1970.

- Psicoanalisi e marxismo, con Wilhelm Reich e Ischaia Sapir, Roma, Samonà e Savelli, 1972.

- The anatomy of human destructiveness, New York, Holt, Rinehart and Winston, 1973.

Anatomia della distruttività umana, Milano, A. Mondadori, 1975.
- To Have or to Be?, New York, Harper & Row, 1976.

Avere o essere?, Milano, A. Mondadori, 1977.
- Sigmund Freuds Psychoanalyse—Grösse und Grenzen, Stuttgart, Deutsche Verlags-Anstalt, 1979.

Grandezza e limiti del pensiero di Freud, Milano, A. Mondadori, 1979.
- Arbeiter und Angestellte am Vorabend des Dritten Reiches. Eine sozialpsychologische Untersuchung, Munchen, Deutscher Taschenbuch Verlag, 1980.

Lavoro e società agli albori del terzo Reich. Un'indagine di psicologia sociale, Milano, A. Mondadori, 1982.
- On disobedience and other essays, New York, Seabury Press, 1981.

La disobbedienza e altri saggi, Milano, A. Mondadori, 1982.
- Über die Liebe zum Leben. Rundfunksendungen, Stuttgart, Deutsche Verlags-Anstalt, 1983.

L'amore per la vita. Letture radiofoniche, a cura di Hans Jurgen Schultz, Milano, A. Mondadori, 1984.
- The working class in Weimar Germany. A psychological and sociological study, Cambridge, Mass., Harvard University Press, 1984.

- Erich Fromm Lesebuch, Stuttgart, Deutsche Verlags-Anstalt, 1985.

Il meglio di Erich Fromm, a cura di Rainer Funk, Milano, A. Mondadori, 1990. ISBN 88-04-34041-X.
- Das jüdische Gesetz. Zur Soziologie des Diaspora-Judentums. Dissertation von 1922, Weinheim, Beltz, 1989.

La legge degli ebrei. Sociologia della diaspora ebraica, Milano, Rusconi, 1993. ISBN 88-18-01099-9.
- Schriften über Sigmund Freud, Stuttgart, Deutsche Verlags-Anstalt, 1989.

Scritti su Freud, a cura di Rainer Funk, Milano, A. Mondadori, 1991. ISBN 88-04-35426-7.
- Vom Haben zum Sein. Wege und Irrwege der Selbsterfahrung, Weinheim, Beltz, 1989.

Da avere a essere. Tutti gli scritti esclusi da Avere o essere?, Milano, A. Mondadori, 1991. ISBN 88-04-34751-1.
- Die Entdeckung des gesellschaftlichen Unbewußten, Weinheim, Beltz, 1990.

L'inconscio sociale. Alienazione, idolatria, sadismo, Milano, A. Mondadori, 1992. ISBN 88-04-35652-9.
- Von der Kunst des Zuhörens. Therapeutische Aspekte der Psychoanalyse, Weinheim, Beltz, 1991.

L'arte di ascoltare, Milano, A. Mondadori, 1995. ISBN 88-04-37474-8.
- Die Pathologie der Normalität. Zur Wissenschaft vom Menschen, Weinheim, Beltz, 1991.

I cosiddetti sani. La patologia della normalità, Milano, A. Mondadori, 1996. ISBN 88-04-37478-0.
- Gesellschaft und Seele. Beiträge zur Sozialpsychologie und zur psychoanalytischen Praxis, Weinheim, Beltz, 1992.

Anima e società, Milano, A. Mondadori, 1993. ISBN 88-04-37475-6.
- Humanismus als reale Utopie. Der Glaube an den Menschen, Weinheim, Beltz, 1992.

Io difendo l'uomo, Milano, Rusconi, 1994. ISBN 88-18-01102-2.
- Liebe, Sexualität und Matriarchat. Beiträge zur Geschlechterfrage, München, Deutscher Taschenbuch Verlag, 1994.

Amore, sessualità e matriarcato, Milano, A. Mondadori, 1997. ISBN 88-04-42737-X.
- The essential Fromm. Life between having and being, New York, Continuum, 1995.

L'arte di vivere, Milano, A. Mondadori, 1996. ISBN 88-04-41519-3